# Death Stranding
Death Stranding (デス・ストランディング, Desu Sutorandingu) é um jogo eletrônico de ação desenvolvido pela Kojima Productions e publicado pela Sony Interactive Entertainment. Foi lançado no dia 8 de novembro de 2019 para PlayStation 4, 14 de julho de 2020 para Microsoft Windows. Uma versão atualizada, intitulada Death Stranding Director's Cut, foi lançada em 24 de setembro de 2021 para PlayStation 5, 30 de março de 2022 para Microsoft Windows e 07 de Novembro de 2024 para  Xbox Series X e S. Versões para iOS, iPadOS e macOS foram lançadas em janeiro de 2024.
Death Stranding é o primeiro jogo da companhia e seu diretor Hideo Kojima após a dissolução da empresa como subsidiária da Konami, em 2015. O seu elenco conta com os atores Norman Reedus, Troy Baker, Mads Mikkelsen, Léa Seydoux e Lindsay Wagner. O diretor Guillermo del Toro também aparece no jogo, mas sua voz e movimentos foram capturados por outra pessoa. O título refere-se ao fenômeno do arrojamento, em que animais marinhos encalham em praias.
O jogo foi anunciado oficialmente durante a conferência de imprensa da Sony na Electronic Entertainment Expo de 2016. Seu desenvolvimento completo começou em 2017 com o uso do motor de jogo Decima, criado originalmente pela Guerrilla Games e aprimorado por esta e pela Kojima Productions. Um dos principais aspectos do jogo é a conexão entre vida e morte, com Kojima inspirando-se em um conto do escritor Kōbō Abe (Bō ni natta otoko) para o desenvolvimento dos temas e jogabilidade do título.
Death Stranding recebeu críticas geralmente favoráveis através da crítica especializada, que o viram como uma experiência única e elogiaram sua dublagem, trilha sonora, história e gráficos, embora muitos tenham sido polarizados por sua jogabilidade e ritmo. Ele recebeu dez indicações no The Game Awards 2019, vencendo em três: "Melhor Direção de Jogo", "Melhor Trilha Sonora" e "Melhor Performance" para Mads Mikkelsen.

## Sinopse
Cercado pela morte, Sam Bridges deverá enfrentar um mundo completamente transformado pelo Death Stranding (um evento apocalíptico). Carregando as últimas esperanças de um futuro, Sam embarca em uma jornada para reconstruir o mundo aniquilado, um passo de cada vez.

## Desenvolvimento

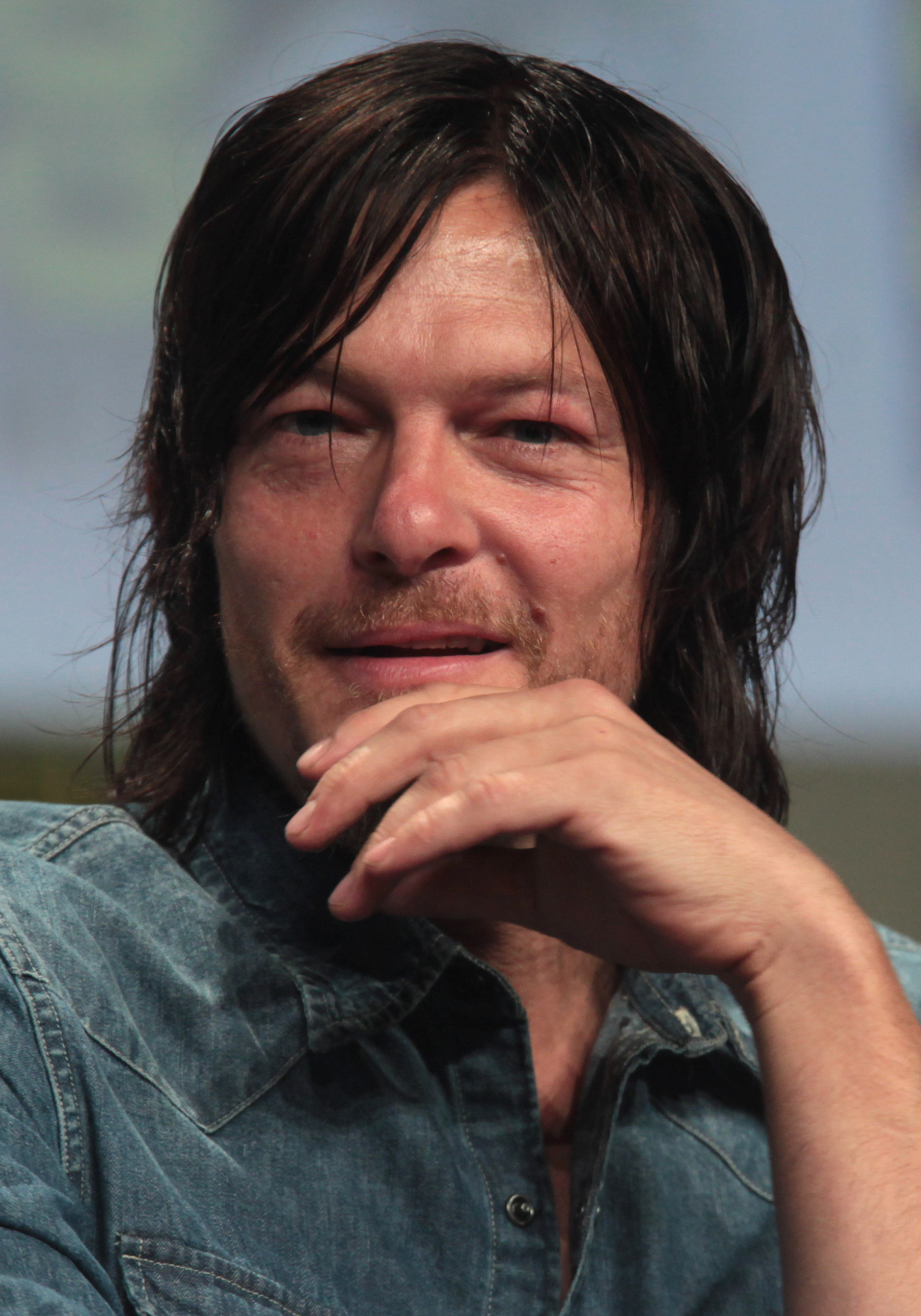
O ator norte-americano Norman Reedus deu a voz, aspecto e captura de movimentos ao personagem Sam.

### Introdução e Trailers
Depois de um longo conflito com a Konami, a Kojima Productions acabaram por fechar em julho de 2015, e reformaram-se como produtores independentes em dezembro do mesmo ano.
Hideo Kojima, produtor e diretor do jogo, anunciou oficialmente Death Stranding na E3 2016 durante a conferência de imprensa da Sony com um teaser trailer em que se pode ouvir a canção "I'll Keep Coming" da banda Low Roar. O vídeo usa a tecnologia de fotogrametria e captura de movimentos. O primeiro teaser apresenta Norman Reedus, que é o protagonista, marcando assim a segunda colaboração entre Kojima e Reedus (depois do cancelado Silent Hills).
Em janeiro de 2016, Kojima e Mark Cerny (arquitecto do sistema PlayStation 4) viajaram a procurar opções para um motor para produzir o jogo. Foi mais tarde anunciado que a Guerrilla Games iria colaborar com a Kojima Productions na produção do jogo e que este iria usar o mesmo motor que Horizon Zero Dawn da Guerrilla, o Decima. Death Stranding é compatível com resolução 4K e HDR. Durante a conferência de imprensa da Sony no Tokyo Game Show de 2016, Kojima referiu que o jogo teria um ambiente em mundo aberto, e funções para multijogador.
Um segundo trailer durante o The Game Awards 2016 revelou que o ator Mads Mikkelsen e o diretor Guillermo del Toro também fazem parte do projeto. Guillermo del Toro, um renomado cineasta, já havia colaborado com Kojima e Reedus em Silent Hills.
Assim como o primeiro trailer mostrado na E3 2016, o segundo trailer também inclui uma canção da banda islandesa Low Roar, chamada ''Easy Way Out''. Música essa que aborda o suicídio como uma ''saída mais fácil''.
Após um longo período de espera de um ano, no The Game Awards 2017 foi finalmente mostrado o terceiro trailer. O trailer apresenta novamente Norman Reedus e seu personagem, que teve seu nome finalmente revelado; Sam. Além de Sam, outros dois personagens pertencentes a empresa Bridges também são mostrados.
Na E3 2018, o quarto trailer de Death Stranding foi apresentado de uma forma completamente diferente dos outros. Segundo Hideo Kojima, ele quis passar um sentimento de tranquilidade e calma nesse trailer, diferente dos anteriores. Nesse trailer foi revelada a participação de duas atrizes, Léa Seydoux e Lindsay Wagner, ambas tendo um papel de extrema importância na história.

### Conceito
De acordo com Kojima, um dos aspectos chaves do jogo é a ligação que existe entre a vida e a morte. O Raio de Schwarzschild e a Equação de Dirac – relacionado com a Teoria da relatividade e as mecânicas quânticas – aparecem no colar usado pelo personagem de Reedus, que conta com a companhia de uma personagem feminina.
Kojima explicou os temas do jogo através de uma historia de Kōbō Abe, na qual Abe refere que o primeiro utensílio criado por humanos foi uma vara, para ser usado como proteção e afastar as coisas más, e o segundo utensílio foi a corda, que serve para segurar coisas que consideramos importantes. Kojima comparou as principais "ferramentas" nos jogos de ação – esmurrar, disparar e pontapear – com as varas, e disse que em Death Stranding ele quer que as pessoas comuniquem através do jogo como equivalente a cordas. O titulo refere-se ao arrojamento de animais marinhos nas costas marítimas e que dentro do contexto do jogo significa que algo de outro mundo ficou encalhado no nosso mundo.
Durante a conferencia de imprensa da Sony na Electronic Entertainment Expo em Junho de 2016, Hideo Kojima descreveu que o gênero do jogo é quasi-ação, mas com outros elementos. Ele referiu o seu jogo Metal Gear, que agora é considerado um jogo stealth, mas quando foi lançado era apenas ação porque o gênero stealth ainda não existia.

## Lançamento
Death Stranding, publicado pela Sony Interactive Entertainment, foi lançado em 8 de novembro de 2019 para PlayStation 4 e em 14 de julho de 2020 para Windows.

## Recepção
Após o seu lançamento, Death Stranding recebeu críticas "geralmente favoráveis" de acordo com o agregador de resenhas Metacritic. Algumas publicações notaram uma série de reações polarizadas de revisores em geral, com o jogo sendo elogiado por seus conceitos exclusivos, apelo duradouro, gráficos, dublagem e trilha sonora, mas também considerado frustrante, inchado e lento. Russ Frushtick, da Polygon, descreveu Death Stranding como "o simulador de caminhada mais avançado que o mundo já viu" e como sendo "composto inteiramente de missões de busca" mas que foi "chocantemente" divertido "quando saía do meu próprio caminho". Frushtick argumentou que o jogo "parecia dois jogos em um", consistindo em "uma aventura de mundo aberto totalmente única com multijogador cooperativo assíncrono que permite-me sentir que sou parte de uma comunidade, construindo um mundo do zero" e "um filme longo, confuso e profundamente estranho". É o quarto jogo dirigido por Kojima e o 26º no geral a receber uma pontuação perfeita (40/40) pela revista japonesa Famitsu. Por outro lado, embora reconheça que haveria quem apreciasse esse tipo de jogo, o jornalista Jim Sterling chamou Death Stranding de "Hideo Kojima em plena indulgência" e disse que é "irritante, e quando não é irritante, é chato", criticando os intrincados sistemas e detalhes do jogo que ele achava que não melhoravam o nível de diversão, mas foram implementados para por uma questão de realismo ou para o jogo "mostrar-se". Apesar disso, ele elogiou os recursos sociais on-line, bem como alguns segmentos que, juntamente com a trilha sonora, "[constroem] uma pequena atmosfera agradável".
Death Stranding foi sujeito a uma review bombing negativa no Metacritic. Em dezembro de 2019, o site removeu mais de 6.000 comentários negativos de usuários para evitar uma "potencial manipulação de pontuação", julgando-os suspeitos.

### Vendas
Na sua semana de estreia, Death Stranding foi o jogo físico mais vendido no Japão, com a Famitsu relatando que o jogo vendeu 185.909 cópias. Isso fez dele a estreia de maior sucesso de uma nova propriedade intelectual no Japão para a atual geração de consoles, ultrapassando o recordista anterior, Judgement. Segundo a Famitsu, Death Stranding permaneceu no ranking dos 30 jogos físicos mais vendidos no Japão por cinco semanas, até 15 de dezembro, tendo atingido mais de 253.000 unidades vendidas naquele momento.
No Reino Unido, o título estreou na segunda posição no gráfico de vendas físicas, atrás de Call of Duty: Modern Warfare. Suas vendas fizeram dele a segunda maior estreia de um exclusivo de PlayStation de 2019 naquele local, atrás de Days Gone. De acordo com a Media Create, Death Stranding estreou em número um nas tabelas de vendas físicas do Taiwan e da Coréia do Sul. O jogo também liderou as tabelas da Itália e da França.

### Prêmios e indicações
Death Stranding recebeu o prêmio de "Melhor Exclusivo de PS4" no IGN Game of the Year Awards 2019, além de ser indicado em "Melhor Trilha Sonora" e "Melhor Direção de Arte".
| Ano  | Premiação                          | Categoria                                                                  | Resultado | Ref.          |
| ---- | ---------------------------------- | -------------------------------------------------------------------------- | --------- | ------------- |
| 2017 | Golden Joystick Awards             | Jogo Mais Aguardado                                                        | Indicado  | [ 60 ]        |
| 2018 | Golden Joystick Awards             | Jogo Mais Aguardado                                                        | Indicado  | [ 61 ]        |
| 2019 | Titanium Awards                    | Jogo do Ano                                                                | Indicado  | [ 62 ] [ 63 ] |
| 2019 | Titanium Awards                    | Melhor Design de Narrativa                                                 | Venceu    | [ 62 ] [ 63 ] |
| 2019 | Titanium Awards                    | Melhor Jogo de Aventura                                                    | Indicado  | [ 62 ] [ 63 ] |
| 2019 | Titanium Awards                    | Melhor Trilha Sonora (Ludvig Forssell)                                     | Venceu    | [ 62 ] [ 63 ] |
| 2019 | Titanium Awards                    | Melhor Performance de um Espanhol (Carlos di Blasi)                        | Indicado  | [ 62 ] [ 63 ] |
| 2019 | The Game Awards 2019               | Jogo do Ano                                                                | Indicado  | [ 64 ]        |
| 2019 | The Game Awards 2019               | Melhor Direção de Jogo                                                     | Venceu    | [ 64 ]        |
| 2019 | The Game Awards 2019               | Melhor Narrativa                                                           | Indicado  | [ 64 ]        |
| 2019 | The Game Awards 2019               | Melhor Direção de Arte                                                     | Indicado  | [ 64 ]        |
| 2019 | The Game Awards 2019               | Melhor Trilha Sonora                                                       | Venceu    | [ 64 ]        |
| 2019 | The Game Awards 2019               | Melhor Design de Áudio                                                     | Indicado  | [ 64 ]        |
| 2019 | The Game Awards 2019               | Melhor Performance (Mads Mikkelsen)                                        | Venceu    | [ 64 ]        |
| 2019 | The Game Awards 2019               | Melhor Performance (Norman Reedus)                                         | Indicado  | [ 64 ]        |
| 2019 | The Game Awards 2019               | Melhor Jogo de Ação-aventura                                               | Indicado  | [ 64 ]        |
| 2019 | The Game Awards 2019               | Voz do Jogador                                                             | Indicado  | [ 64 ]        |
| 2020 | New York Game Awards               | Big Apple Award para Melhor Jogo do Ano                                    | Indicado  | [ 65 ]        |
| 2020 | New York Game Awards               | Tin Pan Alley Award para Melhor Música em um Jogo                          | Indicado  | [ 65 ]        |
| 2020 | New York Game Awards               | Statue of Liberty Award para Melhor Mundo                                  | Indicado  | [ 65 ]        |
| 2020 | New York Game Awards               | Herman Melville Award para Melhor Escrita                                  | Indicado  | [ 65 ]        |
| 2020 | New York Game Awards               | Great White Way Award para Melhor Atuação em um Jogo (Norman Reedus)       | Indicado  | [ 65 ]        |
| 2020 | New York Game Awards               | Great White Way Award para Melhor Atuação em um Jogo (Margaret Qualley)    | Indicado  | [ 65 ]        |
| 2020 | New York Game Awards               | Great White Way Award para Melhor Atuação em um Jogo (Tommie Earl Jenkins) | Indicado  | [ 65 ]        |
| 2020 | Guild of Music Supervisors Awards  | Melhor Supervisão Musical em um Jogo Eletrônico                            | Indicado  | [ 66 ]        |
| 2020 | D.I.C.E. Awards 2020               | Jogo do Ano                                                                | Indicado  | [ 67 ] [ 68 ] |
| 2020 | D.I.C.E. Awards 2020               | Melhor Animação                                                            | Indicado  | [ 67 ] [ 68 ] |
| 2020 | D.I.C.E. Awards 2020               | Melhor Direção de Arte                                                     | Indicado  | [ 67 ] [ 68 ] |
| 2020 | D.I.C.E. Awards 2020               | Melhor Personagem (Cliff Unger)                                            | Indicado  | [ 67 ] [ 68 ] |
| 2020 | D.I.C.E. Awards 2020               | Melhor Personagem (Sam Porter Bridges)                                     | Indicado  | [ 67 ] [ 68 ] |
| 2020 | D.I.C.E. Awards 2020               | Melhor Design de Áudio                                                     | Venceu    | [ 67 ] [ 68 ] |
| 2020 | D.I.C.E. Awards 2020               | Excelência em Realização Técnica                                           | Venceu    | [ 67 ] [ 68 ] |
| 2020 | D.I.C.E. Awards 2020               | Jogo de Aventura do Ano                                                    | Indicado  | [ 67 ] [ 68 ] |
| 2020 | NAVGTR Awards                      | Melhor Trilha Sonora Dramática, Novo IP                                    | Venceu    | [ 69 ] [ 70 ] |
| 2020 | NAVGTR Awards                      | Performance em um Drama, Suporte (Mads Mikkelsen)                          | Venceu    | [ 69 ] [ 70 ] |
| 2020 | NAVGTR Awards                      | Coleção Sonora                                                             | Venceu    | [ 69 ] [ 70 ] |
| 2020 | NAVGTR Awards                      | Melhor Canção Original ou Adaptada ("BB's Theme")                          | Venceu    | [ 69 ] [ 70 ] |
| 2020 | NAVGTR Awards                      | Edição de Som em um Jogo Cinematográfico                                   | Venceu    | [ 69 ] [ 70 ] |
| 2020 | NAVGTR Awards                      | Efeitos Sonoros                                                            | Indicado  | [ 69 ] [ 70 ] |
| 2020 | NAVGTR Awards                      | Uso de Som, Novo IP                                                        | Indicado  | [ 69 ] [ 70 ] |
| 2020 | Game Developers Choice Awards 2020 | Jogo do Ano                                                                | Indicado  | [ 71 ]        |
| 2020 | Game Developers Choice Awards 2020 | Melhor Narrativa                                                           | Indicado  | [ 71 ]        |
| 2020 | Game Developers Choice Awards 2020 | Melhor Tecnologia                                                          | Indicado  | [ 71 ]        |
| 2020 | Game Developers Choice Awards 2020 | Melhor Arte Visual                                                         | Indicado  | [ 71 ]        |
| 2020 | Game Developers Choice Awards 2020 | Melhor Áudio                                                               | Indicado  | [ 71 ]        |
| 2020 | Game Developers Choice Awards 2020 | Melhor Design                                                              | Indicado  | [ 71 ]        |
| 2020 | Game Developers Choice Awards 2020 | Prêmio de Inovação                                                         | Indicado  | [ 71 ]        |
| 2020 | SXSW Gaming Awards                 | Jogo Viral do Ano                                                          | Indicado  | [ 72 ] [ 73 ] |
| 2020 | SXSW Gaming Awards                 | Prêmio Matthew Crump Cultural de Inovação                                  | Indicado  | [ 72 ] [ 73 ] |
| 2020 | SXSW Gaming Awards                 | Excelência em Animação                                                     | Indicado  | [ 72 ] [ 73 ] |
| 2020 | SXSW Gaming Awards                 | Excelência em Trilha Sonora                                                | Venceu    | [ 72 ] [ 73 ] |
| 2020 | SXSW Gaming Awards                 | Excelência em Narrativa                                                    | Indicado  | [ 72 ] [ 73 ] |
| 2020 | SXSW Gaming Awards                 | Excelência em Realização Técnica                                           | Venceu    | [ 72 ] [ 73 ] |
| 2020 | SXSW Gaming Awards                 | Excelência em Visual                                                       | Indicado  | [ 72 ] [ 73 ] |
| 2020 | British Academy Games Awards       | Animação                                                                   | Indicado  | [ 74 ] [ 75 ] |
| 2020 | British Academy Games Awards       | Realização Artística                                                       | Indicado  | [ 74 ] [ 75 ] |
| 2020 | British Academy Games Awards       | Realização de Áudio                                                        | Indicado  | [ 74 ] [ 75 ] |
| 2020 | British Academy Games Awards       | Jogo Estreante                                                             | Indicado  | [ 74 ] [ 75 ] |
| 2020 | British Academy Games Awards       | Game Beyond Entertainment                                                  | Indicado  | [ 74 ] [ 75 ] |
| 2020 | British Academy Games Awards       | Música                                                                     | Indicado  | [ 74 ] [ 75 ] |
| 2020 | British Academy Games Awards       | Propriedade Original                                                       | Indicado  | [ 74 ] [ 75 ] |
| 2020 | British Academy Games Awards       | Melhor Performance Principal (Norman Reedus)                               | Indicado  | [ 74 ] [ 75 ] |
| 2020 | British Academy Games Awards       | Melhor Performance Secundária (Léa Seydoux)                                | Indicado  | [ 74 ] [ 75 ] |
| 2020 | British Academy Games Awards       | Melhor Performance Secundária (Troy Baker)                                 | Indicado  | [ 74 ] [ 75 ] |
| 2020 | British Academy Games Awards       | Realização Técnica                                                         | Venceu    | [ 74 ] [ 75 ] |
| 2020 | Famitsu Dengeki Awards 2019        | Jogo do Ano                                                                | Indicado  | [ 76 ]        |
| 2020 | Famitsu Dengeki Awards 2019        | Melhor Cenário                                                             | Indicado  | [ 76 ]        |
| 2020 | Famitsu Dengeki Awards 2019        | Melhores Gráficos                                                          | Venceu    | [ 76 ]        |
| 2020 | Famitsu Dengeki Awards 2019        | Melhor Música                                                              | Indicado  | [ 76 ]        |
| 2020 | Famitsu Dengeki Awards 2019        | Melhor Personagem (Clifford Unger)                                         | Indicado  | [ 76 ]        |
| 2020 | Famitsu Dengeki Awards 2019        | Melhor Personagem (Sam Porter Bridges)                                     | Venceu    | [ 76 ]        |
| 2020 | Famitsu Dengeki Awards 2019        | Melhor Jogo de Ação-aventura                                               | Venceu    | [ 76 ]        |
| 2020 | Famitsu Dengeki Awards 2019        | Melhor Estreia                                                             | Venceu    | [ 76 ]        |
| 2020 | G.A.N.G. Awards                    | Áudio do Ano                                                               | Venceu    | [ 77 ] [ 78 ] |
| 2020 | G.A.N.G. Awards                    | Design de Som do Ano                                                       | Venceu    | [ 77 ] [ 78 ] |
| 2020 | G.A.N.G. Awards                    | Melhor Áudio em uma Cutscene Cinematográfica                               | Venceu    | [ 77 ] [ 78 ] |
| 2020 | G.A.N.G. Awards                    | Melhor Diálogo                                                             | Venceu    | [ 77 ] [ 78 ] |
| 2020 | G.A.N.G. Awards                    | Melhor Trilha Sonora Interativa                                            | Indicado  | [ 77 ] [ 78 ] |
| 2020 | G.A.N.G. Awards                    | Melhor Canção Original ("BB's Theme")                                      | Indicado  | [ 77 ] [ 78 ] |
| 2020 | G.A.N.G. Awards                    | Melhor Álbum de Trilha Sonora Original                                     | Venceu    | [ 77 ] [ 78 ] |
| 2020 | G.A.N.G. Awards                    | Melhor Mixagem de Áudio                                                    | Venceu    | [ 77 ] [ 78 ] |
| 2020 | Golden Joystick Awards 2020        | Jogo do Ano de PC                                                          | Venceu    | [ 79 ]        |

## Adaptação cinematográfica
Em 15 de dezembro de 2022, foi anunciada uma adaptação cinematográfica de Death Stranding. A Kojima Productions fez uma parceria com Alex Lebovici e sua empresa, Hammerstone Studios, para produzir o filme, junto de Allan Ungar como produtor executivo.
Em 14 de dezembro de 2023, uma camiseta temática de Death Stranding com a logo da A24 foi disponibilizada no site de mercadorias da empresa, onde a descrição do produto revelou que a mesma estava coproduzindo o filme. Mais tarde, a informação foi oficialmente confirmada pela A24.
No dia 08 de abril de 2025 foi confirmado o nome de Michael Sarnoski como roteirista e diretor, além de também anunciarem a primeira descrição oficial do filme live-action.
"Mergulhe nos mistérios do jogo em torno de Death Stranding — uma série catastrófica de eventos que confundiram os limites entre os mundos dos vivos e dos mortos, trazendo criaturas de pesadelo para um mundo fragmentado à beira do colapso.”